# Hans Rupprecht Goette
Hans Rupprecht Goette (* 1956 in Soest) ist ein deutscher Klassischer Archäologe.

## Werdegang
Hans Rupprecht Goette machte 1975 am Kölner Dreikönigsgymnasium (altsprachlicher Zweig) Abitur und studierte von 1975 bis 1982 Klassische Archäologie, Lateinische Philologie und Geschichte an den Universitäten Köln, Bonn, München und Göttingen. 1980/1981 weilte er als DAAD-Stipendiat zum Studium in Rom. 1982 schloss er sein Studium in Göttingen mit dem Magister-Grad ab. Es folgten bis 1995 Lehraufträge in Göttingen, zudem erfolgte dort die Promotion im Jahr 1984 bei Klaus Fittschen mit der Dissertation Studien zu römischen Togadarstellungen. Danach wurde er Wissenschaftlicher Assistent in Göttingen, trat aber schon 1985 das Reisestipendium an, mit dem er bis 1986 den Mittelmeerraum bereisen konnte. 1986 wurde Goette Allgemeiner Referent an der Abteilung Athen des Deutschen Archäologischen Instituts, 1992 Referent für Historische Landeskunde und Leiter des Photoarchivs daselbst. 1994 nahm er Lehraufträge an der Universität Marburg sowie an der Universität Kiel wahr. Goette habilitierte sich 1997 an der Universität Gießen mit einer Arbeit zum Thema Ό ἀξιόλογος δῆμος Σούνιον (Ho axiólogos dēmos Sounion). Landeskundliche Studien in Südost-Attika und wurde danach Privatdozent in Gießen. 2002 wechselte er als Referent für die Bibliothek und zur Redaktion an die Zentrale des Deutschen Archäologischen Instituts (DAI) nach Berlin. An der Universität Gießen wurde er 2004 zum Außerplanmäßigen Professor ernannt. 2015 folgte Goette Almut Benecke als Leiter der Bibliothek der Zentrale des DAI in Berlin nach.
In Athen organisierte Goette 1994 die internationale Fachtagung H. G. Lolling und die griechische Landeskunde und Epigraphik mit, 1998 Ancient Roads in Greece und 2002 Ludwig Ross in Griechenland 1832–1846. Zudem war er Mitorganisator der Ausstellung Der Wandel archäologischer Denkmäler in historischen und zeitgenössischen Photographien, die zwischen 1995 und 1997 in Zürich, Heidelberg, Hannover und Münster gezeigt wurde. Vorträge und Tagungsteilnahmen führten ihn nach Österreich, in die Schweiz, nach Griechenland, nach Großbritannien und in die USA. Er ist korrespondierendes Mitglied des DAI. Goette forscht insbesondere zur Topographie und Siedlungsarchäologie Griechenlands, vor allem in Attika sowie auf Aigina und Euboia, zur antiken Architektur, zur antiken Plastik, insbesondere zur römischen Portraitplastik, zur Realienkunde und zur Marmorverwendung in der Antike.

## Schriften
- Studien zu römischen Togadarstellungen (= Beiträge zur Erschließung hellenistischer und kaiserzeitlicher Skulptur und Architektur. Band 10). von Zabern, Mainz 1990, ISBN 3-8053-1070-6.
- Athen, Attika, Megaris. Reiseführer zu den Kunstschätzen und Kulturdenkmälern im Zentrum Griechenlands. Böhlau, Köln/Weimar/Wien 1993, ISBN 3-412-03393-6.
  - englisch: Athens, Attica and the Megarid. An archaeological guide. Routledge, London/New York 2001, ISBN 0-415-24370-X.
- mit Adrian Zimmermann: Der Wandel archäologischer Denkmäler in historischen und zeitgenössischen Photographien. Eine Ausstellung in der Archäologischen Sammlung der Universität Zürich. Archäologische Sammlung der Universität Zürich, Zürich 1995, ISBN 3-90509-11-X.
- Ό ἀξιόλογος δῆμος Σούνιον. Landeskundliche Studien in Südost-Attika (= Internationale Archäologie. Band 59). Leidorf, Rahden 2000, ISBN 3-89646-331-4.
- Herausgeber: Ancient roads in Greece. Proceedings of a symposion organized by the Cultural Association Aigeas (Athens) and the German Archaeological Institute (Athens) with the support of the German School at Athens (= Schriftenreihe Antiquates. Band 21). Kovač, Hamburg 2002, ISBN 3-8300-0444-3.
- mit Jürgen Hammerstaedt: Das antike Athen. Ein literarischer Stadtführer. C. H. Beck, München 2004, ISBN 3-406-51665-3.
- mit Thomas Maria Weber: Marathon. Siedlungskammer und Schlachtfeld – Sommerfrische und olympische Wettkampfstätte (Sonderbände zur Antiken Welt/Zaberns Bildbände zur Archäologie). von Zabern, Mainz 2004, ISBN 3-8053-3378-1.
- mit Günther Schörner: Die Pan-Grotte von Vari (= Schriften zur historischen Landeskunde Griechenlands. Band 1). von Zabern, Mainz 2004, ISBN 3-8053-3363-3.
- Herausgeber mit Olga Palagia: Ludwig Ross und Griechenland. Akten des internationalen Kolloquiums (= Internationale Archäologie. Studia honoraria. Band 24). Leidorf, Rahden 2005, ISBN 3-89646-424-8.
- Schwertbandbüsten der Kaiserzeit. Zu Bildtraditionen, Werkstattfragen und zur Benennung der Büste Inv. 4810 im Museum der Bildenden Künste in Budapest und verwandter Werke (= Schriftenreihe Antiquitates. Band 77). Dr. Kovač, Hamburg 2021, ISBN 978-3-339-12390-9.
- mit Gunnar Brands (Hrsg.): Neue Ansätze zur Erforschung spätantiker Ideal- und Portraitplastik: Stilkritik, Kontexte, naturwissenschaftliche Untersuchungen. Beiträge eines Workshops an der Martin-Luther-Universität Halle-Wittenberg 13.–16. Juni 2018. Reichert, Wiesbaden 2023, ISBN 978-3-7520-0728-2 (Digitalisat).
- mit Árpád Miklós Nagy: Die Sammlung antiker Skulpturen im Museum der bildenden Künste in Budapest (= Bibliotheca Archaeologica. Band 80). 2 Teilbände, „L’Erma“ di Bretschneider, Rom 2024, ISBN 978-88-913-3319-3.